# U-1305
U-1305 — средняя немецкая подводная лодка типа VIIC/41 времён Второй мировой войны.

## История
Заказ на постройку субмарины был отдан 1 августа 1942 года. Лодка была заложена 30 июля 1943 года на верфи «Фленсбургер Шиффсбау», Фленсбург, под строительным номером 498, спущена на воду 11 июля 1944 года. Лодка вошла в строй 13 сентября 1944 года под командованием оберлейтенанта Гельмута Христиансена.

### Флотилии
- 13 сентября 1944 года — 15 марта 1945 года — 4-я флотилия (учебная)
- 16 марта 1945 года — 8 мая 1945 года — 33-я флотилия

### История службы
Лодка совершила один боевой поход. Потопила одно судно водоизмещением 878 брт.
Капитулировала в Лох-Эриболле, Шотландия, 10 мая 1945 года. Эта лодка была оснащена шноркелем.
U-1305 в отличие от большинства своих товарок избежала уничтожения в рамках операции «Дэдлайт». В ноябре 1945 года она была передана Советскому Союзу, входила в строй под командованием М. И. Хомякова, в 1946 году переименована в Н-25, в 1949 году получила обозначение С-84. 30 декабря 1955 года была выведена из состава боевых кораблей, разоружена, вошла в состав 241-й бригады опытовых кораблей. Приняла участие в испытании ядерной торпеды в 1955 году. В 1956 года проходила восстановительный ремонт, в сентябре 1957 года участвовала в ядерном испытании № 43. В октябре 1957 года потоплена у Новой Земли в ходе испытания ядерной торпеды. Исключена из списков флота 1 марта 1958 года.

### Командиры
- 13 сентября 1944 — 10 мая 1945 оберлейтенант Гельмут Христиансен
- август 1946 — февраль 1948 Н. И. Балин
- 1955—1956 В. А. Евдокимов